# Yoon Shi-yoon
Dans ce nom coréen, le nom de famille, Yoon, précède le nom personnel.
Yoon Dong-goo (hangeul: 윤동구), connu sous son nom de scène Yoon Shi-yoon (hangeul: 윤시윤), né le 26 septembre 1986, est un acteur sud-coréen.

## Biographie

### Jeunesse et études
Fils unique, Yoon Dong-goo a grandi à Suncheon et a déménagé à Séoul lorsqu'il était au lycée. Il utilise dès lors le nom de scène Yoon Shi-yoon que son agence lui a recommandé lors de son entrée au lycée. Il a été élevé par ses grands-parents parce que les emplois du temps professionnels de ses parents étaient trop chargés. Grâce à sa grand-mère, il est entré à l'école élémentaire Seodang à Seongnam où il a appris le mandarin au lieu de l'anglais, la langue que tous les enfants apprennent généralement quand ils entrent à l'école élémentaire. Il a fait ses études à l'université de Kyonggi où il a étudié le théâtre et le cinéma.
Shi-Yoon est un fervent lecteur, il possède déjà plus de 2 000 livres.

### Carrière cinématographique
Après avoir fini ses études à l'université, Yoon Shi-yoon tente de faire ses débuts dans le monde du spectacle mais pendant quatre ans il ne décroche aucun rôle. En 2009, il auditionne pour la série télévisée High Kick Through the Roof et est rappelé par téléphone : il est choisi par le réalisateur Kim Byong-wook car celui-ci voulait recruter un acteur débutant.
En 2010, il interprète, dans la série King of Baking, Kim Takgu, le rôle de Kim Takgu, un garçon né d'une relation qu'entretenait sa mère avec le président de Geosung Foods, Gu Il Jong. Jugé comme la source du malheur, la plupart des membres de la famille Gu n'hésite pas à lui mettre des bâtons dans les roues tout en sachant qu'il peut à tout moment prendre le poste de président que Gu Majun est censé obtenir. Il joue aux côtés de Joo Won, Lee Young-ah et Eugene. Il a eu du mal à convaincre l'équipe de production et l'équipe de la chaîne KBS pour décrocher le rôle, mais la scénariste Kang Eun-kyung, le réalisateur Lee Jung-sub et ses parents ont cru en lui et l'ont soutenu. Par la suite, il a joué dans le film d'horreur Death Bell 2: Bloody Camp avec Ji Yeon.
En 2011, Yoon Shi-yoon remplace Kim Jae-won, à la suite de l'accident de cyclomoteur arrivé à ce dernier le 4 octobre 2011, dans le rôle de Seo Jae-hee dans la série télévisée Me Too, Flower!.
En 2013, il joue pour la première fois dans une série télévisée chinoise où il interprète le rôle de Jiang Xiu Can dans Happy Noodle. Ensuite, il tient le rôle de Enrique Geum dans la série télévisée Flower Boys Next Door en face de l'actrice Park Shin-hye, basée sur le dessin animé I Steal Peeks At Him Every Day de Yoo Hyun-sook. Le 22 octobre 2013, il confirme qu'il rejoint l'acteur Lee Beom-soo et Yoona du groupe Girl's Generation dans la série télévisée Prime Minister and I. Il a décroché le rôle de Kang In-ho, premier amour de Nam Da-jung.
Le 28 avril 2014, Yoon Shi-yoon commence discrètement son service militaire obligatoire, d'une durée de deux ans, dans le corps des Marines de la république de Corée. Il s'était déjà exprimé à ce sujet disant qu'il voulait faire son service militaire discrètement par respect pour ses camarades.
Une fois son service militaire terminé, il est choisi pour un premier rôle dans une série historique de la JTBC : Le Miroir de la sorcière, visible en Europe sous le titre Secret Healer, dans laquelle il joue le personnage de Heo Jun, un célèbre docteur de la période Joseon qui écrivit « Le miroir de la médecine orientale », un ouvrage majeur de la médecine traditionnelle coréenne. Il s'agit d'une fiction sur la jeunesse de ce personnage qui tombe amoureux d'une princesse maudite (jouée par Kim Sae-ron) et dont il embrasse la cause, bien décidé à la sauver. Sa performance d'acteur est excellente. Son sourire juvénile et ses yeux qui pétillent lui permettent de jouer son personnage jeune de façon très convaincante et son air sérieux et souvent inquiet rendent son rôle dans l'âge adulte très pertinent.
Depuis mai 2016, il participe à une émission de variétés : 2 Days & 1 Night.

## Filmographie

### Cinéma
- 2010 : Death Bell 2 (고死 두번째 이야기: 교생실습) de Yoo Sun-dong : Kwan-woo
- 2012 : Mr. Perfect (백프로) de Kim Myung-kyun : Baek Se-jin

### Télévision
- 2009 : High Kick Through the Roof (지붕뚫고 하이킥) : Jung Joon-hyuk
- 2010 : King of Baking, Kim Takgu (제빵왕 김탁구) : Kim Takgu
- 2010 : Once Upon a Time in Saengchori (원스 어폰 어 타임 인 생초리) : Lui-même (caméo)
- 2011 : Me Too, Flower! (나도 꽃) : Seo Jae-hee
- 2011-2012 : High Kick: Revenge of the Short Legged (하이킥!: 짧은 다리의 역습)) (épisode 88)
- 2012 : Brand Guardians (ブランド・ガーディアンズ) : Ha Woo-joo (épisodes 1-13)
- 2013 : Flower Boys Next Door (이웃집 꽃미남) : Enrique Geum
- 2013 : Happy noodle (幸福的面条) : Jiang Xiu Can, fils de Zhang Lin
- 2013-2014 : Prime Minister and I (총리와 나) : Kang In-ho
- 2016 : My Horrible Boss (욱씨남정기) : Nouvelle recrue Yoon Shi-yoon (épisode 16)
- 2016 : Secret Healer (마녀보감) : Heo Jun
- 2017 : Romance Full of Life (생동성 연애) : So In-sung (drama en trilogie, Three Color Fantasy)
- 2017 : The Best Hit ( 최고의 한방) : Hyun Jae
- 2018 : Smashing on Your Back (너의 등짝에 스매싱) : Yoon Shi-yoon (caméo, épisode 44)
- 2018 : Grand Prince (대군 - 사랑을 그리다) : Lee Hwi / Prince Eun Sung
- 2018 : Your Honor (대군 - 사랑을 그리다) : Han Soo-ho / Han Kang-ho
- 2019 : Nokdu Flower (녹두꽃) : Baek Yi-hyun / Ogre / Oni
- 2019 : Psychopath Diary (싸이코패스 다이어리) : Yook Dong-shik
- 2020 : Train (트레인) : Seo Do-won
- 2022 : Now Is Beautiful (현재는 아름다워) : Lee Hyun-jae

## Musique
- Musiques de films et séries télévisées :

- Yoon Shi-yoon a chanté The Road To Me, une des chansons de la bande originale de la série télévisée High Kick Through The Roof en 2009.
- Il chante Only You en 2010 pour la série télévisée King of Baking, Kim Takgu.
- Il chante I want to date you pour Flower Boys Next Door en 2013.
- Clips musicaux :

- Yoon Shi-yoon apparaît dans le clip Lonely Voyage de Kim Dong-ryool en 2009.
- On le retrouve en 2010 dans le clip I Promise You de Park Hyo-shin.
- Il apparait en 2017 dans le clip Still There de Shin Hye-sung.

## Distinctions
Cette section récapitule les principales récompenses et nominations obtenues par Yoon Shi-yoon. Pour une liste plus complète, se référer à l'Internet Movie Database.
| Année | Cérémonie                                   | Pays                                        | Résultat | Prix                                                          | Film                              |
| ----- | ------------------------------------------- | ------------------------------------------- | -------- | ------------------------------------------------------------- | --------------------------------- |
| 2009  | MBC Entertainment Awards                    | Drapeau de la Corée du Sud                  | Proposé  | Meilleur nouveau acteur dans une comédie/sitcom               | High Kick Through The Roof (2009) |
| 2009  | MBC Entertainment Awards                    | Drapeau de la Corée du Sud                  | Remporté | Meilleur couple partagé avec Shin Se-kyung                    | High Kick Through The Roof (2009) |
| 2010  | 49e Baeksang Arts Awards                    | Drapeau de la Corée du Sud                  | Proposé  | Meilleur nouvel acteur à la télévision                        | King of Baking, Kim Takgu (2009)  |
| 2010  | 3e Korea Drama Awards                       | Drapeau de la Corée du Sud                  | Remporté | Meilleur nouvel acteur                                        | King of Baking, Kim Takgu (2009)  |
| 2010  | 18e Korean Culture and Entertainment Awards | Drapeau de la Corée du Sud                  | Remporté | Prix de popularité, acteur                                    | King of Baking, Kim Takgu (2009)  |
| 2010  | 11e Korean Entertainment Culture Awards     | Drapeau de la Corée du Sud                  | Remporté | Grand prix homme (Daesang) pour le théâtre                    | King of Baking, Kim Takgu (2009)  |
| 2010  | KBS Drama Awards                            | Drapeau de la Corée du Sud                  | Remporté | Meilleur couple partagé avec Lee Young-ah                     | King of Baking, Kim Takgu (2009)  |
| 2010  | KBS Drama Awards                            | Drapeau de la Corée du Sud                  | Proposé  | Prix de popularité, acteur                                    | King of Baking, Kim Takgu (2009)  |
| 2010  | KBS Drama Awards                            | Drapeau de la Corée du Sud                  | Proposé  | Meilleur nouveau acteur                                       | King of Baking, Kim Takgu (2009)  |
| 2010  | KBS Drama Awards                            | Drapeau de la Corée du Sud                  | Remporté | Prix d'excellence, acteur dans un drama spécial de production | King of Baking, Kim Takgu (2009)  |
| 2011  | 47e Baeksang Arts Awards                    | Drapeau de la Corée du Sud                  | Proposé  | Meilleur acteur à la télévision                               | King of Baking, Kim Takgu (2009)  |
| 2012  | CETV Acting Awards                          | Drapeau de la République populaire de Chine | Remporté | Top des dix stars asiatiques                                  |                                   |
| 2016  | KBS Entertainment Awards                    | Drapeau de la Corée du Sud                  | Remporté | Rookie Award in Variety                                       | 2 Days & 1 Night                  |
| 2018  | KBS Entertainment Awards                    | Drapeau de la Corée du Sud                  | Remporté | Top Entertainer Award                                         | 2 Days & 1 Night                  |
| 2018  | 6e APAN Star Awards                         | Drapeau de la Corée du Sud                  | Proposé  | Prix d'excellence, acteur dans une mini-série                 | Grand Prince (2018)               |
| 2018  | SBS Drama Awards                            | Drapeau de la Corée du Sud                  | Remporté | Prix d'excellence, acteur dans un drama du mercredi au jeudi  | Your Honor (2018)                 |

- Pour King of Baking, Kim Takgu, il a eu 4 propositions de récompenses et en a remporté 5.